# Daylight Records
Daylight Records je americká nahrávací společnost, která je pobočkou Sony BMG.
Daylight Records založil David Massey v roce 2000 a úzce spolupracuje i s vydavatelstvími Epic Records nebo Columbia Records.
V roce 2007 měla společnost pod sebou devět umělců.

## Seznam umělců
- Anastacia
- Cheyenne Kimball
- Cyndi Lauper
- Daniel Powter
- Delta Goodrem
- Good Charlotte
- Jones Brothers
- Phantom Planet
- Soshy